# Billy Graham
William Franklin "Billy" Graham, Jr., född 7 november 1918 i Charlotte, North Carolina, död 21 februari 2018 i Montreat i Buncombe County, North Carolina, var en amerikansk evangelist. Han var en av de mest kända företrädarna för Southern Baptist Convention.
Han blev rikskänd 1949 då hans väckelsemöten gavs uppmärksamhet av nyhetsmogulen William Randolph Hearst. Han grundade sedan Billy Graham Evangelistic Association (BGEA) och predikade bland annat i radio. Han skrev också ett stort antal böcker. BGEA driver även filmbolaget World Wide Pictures som producerat en rad kristna filmer sedan 1950-talet. I många av dessa medverkade Graham som sig själv.
Graham gjorde sig känd som andlig rådgivare åt flera amerikanska presidenter från Truman och fram till sin död; han stod nära inte minst Dwight D. Eisenhower, Richard Nixon, Lyndon B. Johnson, George H.W. Bush, Bill Clinton och George W Bush.
Billy Graham besökte också Sverige vid flera tillfällen. Hans predikningar i Scandinavium 1977 och Älvsjömässan 1978 är de mest kända på grund av det stora antalet deltagare.
På grund av sämre hälsa drog sig Graham mer eller mindre tillbaka under 2000-talet. Ledarskapet för Billy Graham Evangelistic Association överlämnade han till sonen Franklin Graham. Den 21 februari 2018 avled Billy Graham vid 99 års ålder.

## Biografi

### Tidigt liv

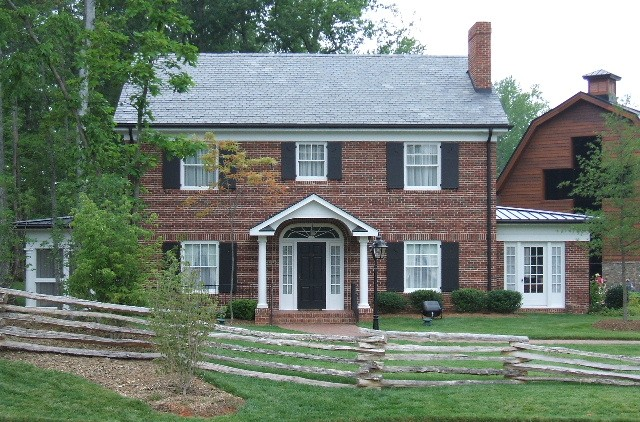
Billy Grahams första hem

Billy Graham föddes på en mjölkproducerande gård i närheten av Charlotte, North Carolina. Hans föräldrar, Morrow Coffey och William Franklin Graham skötte gården. De var troende kristna och Grahams mor hade långtgående inflytande över Grahams kristna trosföreställningar. År 1933 tvingade Grahams far honom och hans syster Catherine att dricka så mycket öl att de spydde. Detta gjorde att de hatade alkohol för resten av livet. Billy Graham Center säger att Graham omvändes till den kristna tron 1934, under ett väckelsemöte i Charlotte som leddes av den lokale evangelisten Mordecai Ham. Men han gick inte med i den lokala ungdomsgruppen, på grund av att han var för världsligt orienterad. Efter att i maj 1936 ha fullföljt studierna vid Sharon High School gick Graham vidare till Bob Jones College (numera Bob Jones University).  
Under sitt första år på college upplevde han studierna och reglerna som alltför betungande. Han var nära att lämna skolan, men skolans grundare, Bob Jones, Sr., menade att det skulle innebära att han kastade bort sitt liv. Han sade också till Graham att i så fall skulle han i bästa fall kunna bli en fattig baptistpredikant på landsbygden och att han hade en röst som drog människor till honom, som Gud skulle kunna använda till att åstadkomma stora ting.
Under tiden på college gjorde Graham ofta kanotfärder till en liten ö i floden. Där brukade han predika för fåglarna, alligatorerna och cypress-träd-stubbarna. År 1937 flyttade Graham till Florida Bible Institute (numera Trinity College (Florida) på den plats där Florida College i Temple Terrace nu befinner sig. Senare flyttade Graham vidare till Wheaton i Illinois och år 1943 tog han där en examen i antropologi. Under tiden Graham var på Wheaton College beslöt han att anse att Bibeln är ett perfekt uttalande från Gud. Han intog denna syn på ett läger anordnat av föreningen Forest Home Christians (engelska för Skogshemskristna). Lägret höll till i Big Bear Lake, Kalifornien. Där finns nu en minnessten som visar var Graham fattade detta beslut.

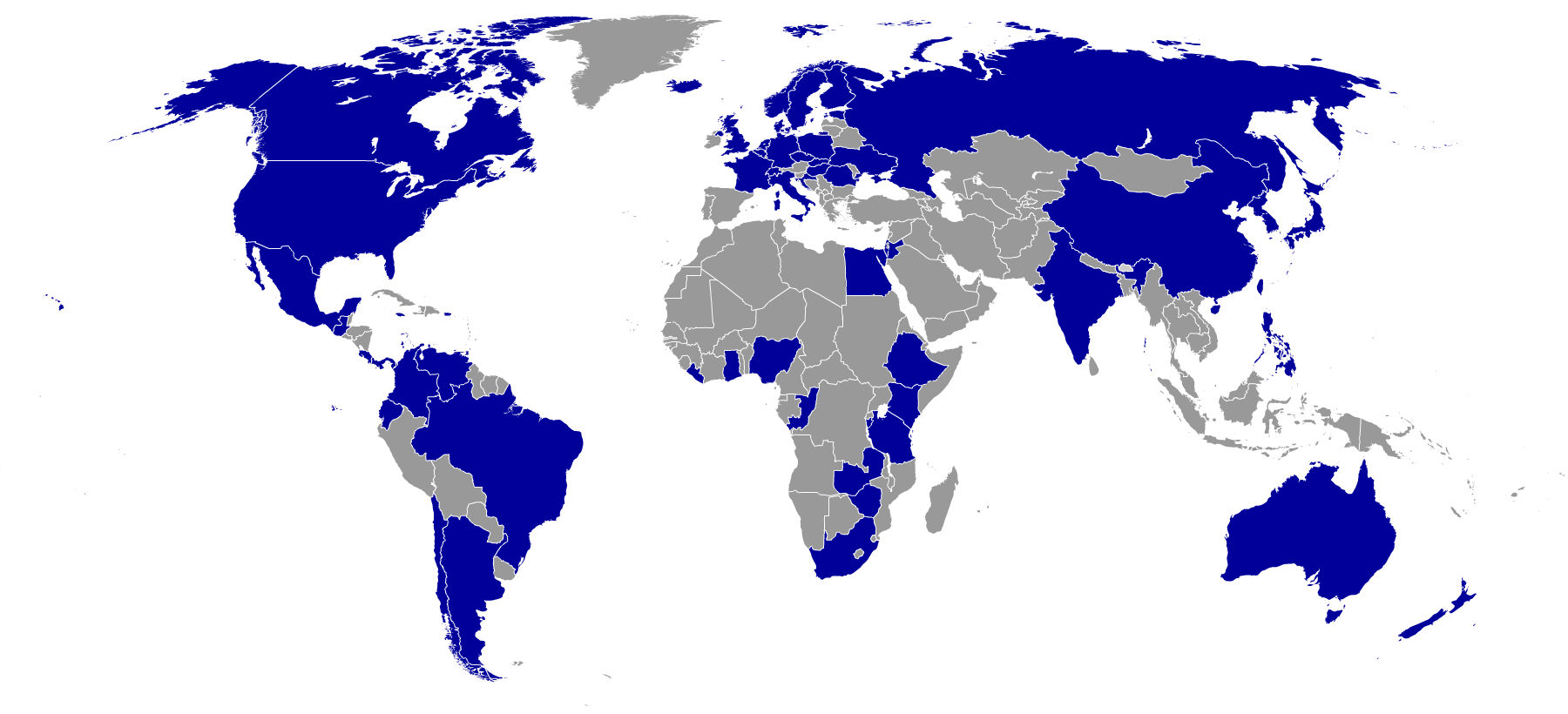
Länder där Billy Graham predikade

### Kontakt med Sverige
Som en av fyra ledare för rörelsen Youth for Christ, besökte han den 10–12 april 1946 sju olika kyrkor i Stockholm. Resan fortsattes till Oslo, Köpenhamn, Bryssel, Amsterdam, Haag, Paris och Genève. Vid ett av mötena, i Filadelfiakyrkan samlades 5000 åhörare. Listan över Grahams turnéer eller "crusades" börjar 1947 och hans stora genombrott inträffade 1949, så detta var en upptakt.
Våren 1954 höll Graham en tre månaders (februari–maj) kampanj i London, som flitigt rapporterades i svensk press, varunder det blev känt att han under juni tänkte fortsätta till: 16–17 juni Helsingfors, 19–20 juni Stockholm, 21 juni Köpenhamn, 22 juni Amsterdam, 24 juni Düsseldorf, 27 juni Berlin, 30 juni Paris.

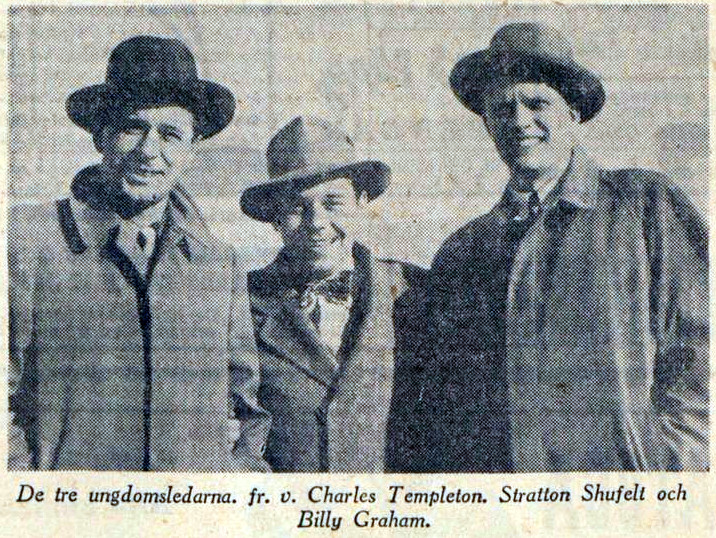
Charles Templeton, Stratton Shufelt och Billy Graham i Stockholm 1946.
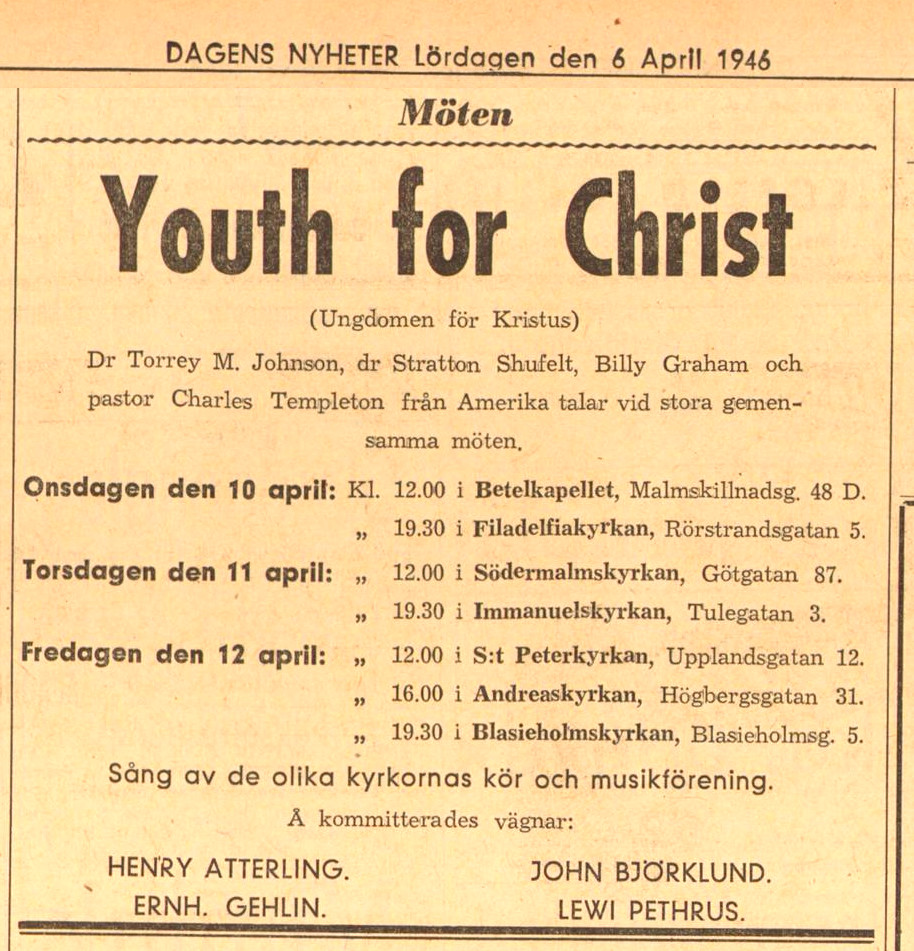
Annons för kampanjen 1946.